# Pastorsadjunkt
Pastorsadjunkt är den första tjänsten en nyvigd präst i Svenska kyrkan får. Under denna tid (som varar i 12–18 månader) har prästen handledning av en mer erfaren kollega. Denna tjänst inrättas av stiftet i en av biskopen vald församling, så kallad missivförsamling. När tjänsten är fullgjord är pastorsadjunkten fri att söka utlysta tjänster som komminister, kontraktsadjunkt eller stiftsadjunkt inom hela Svenska kyrkan.